# 影

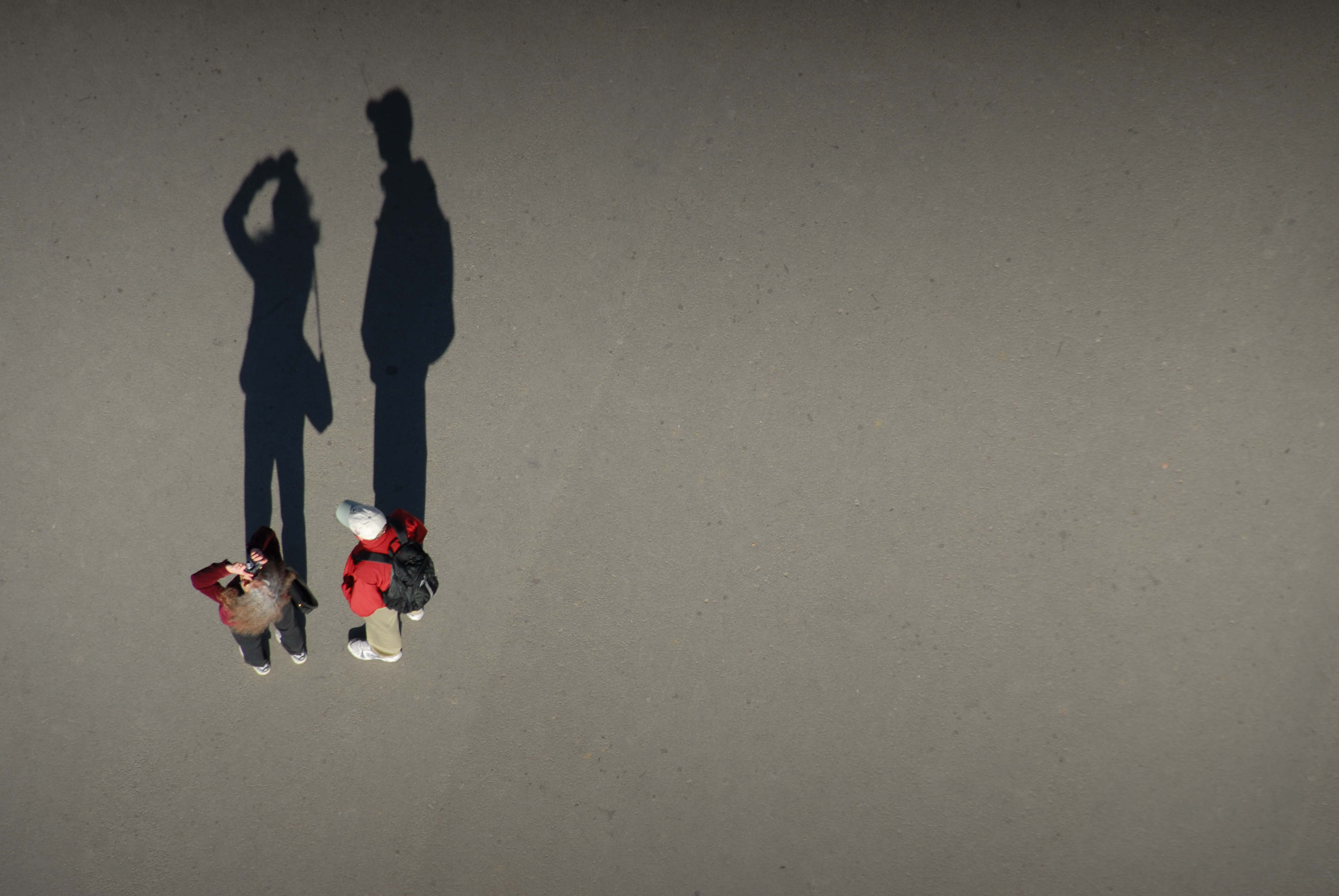
從 艾菲爾鐵塔平臺上，往下看到的遊客影子。

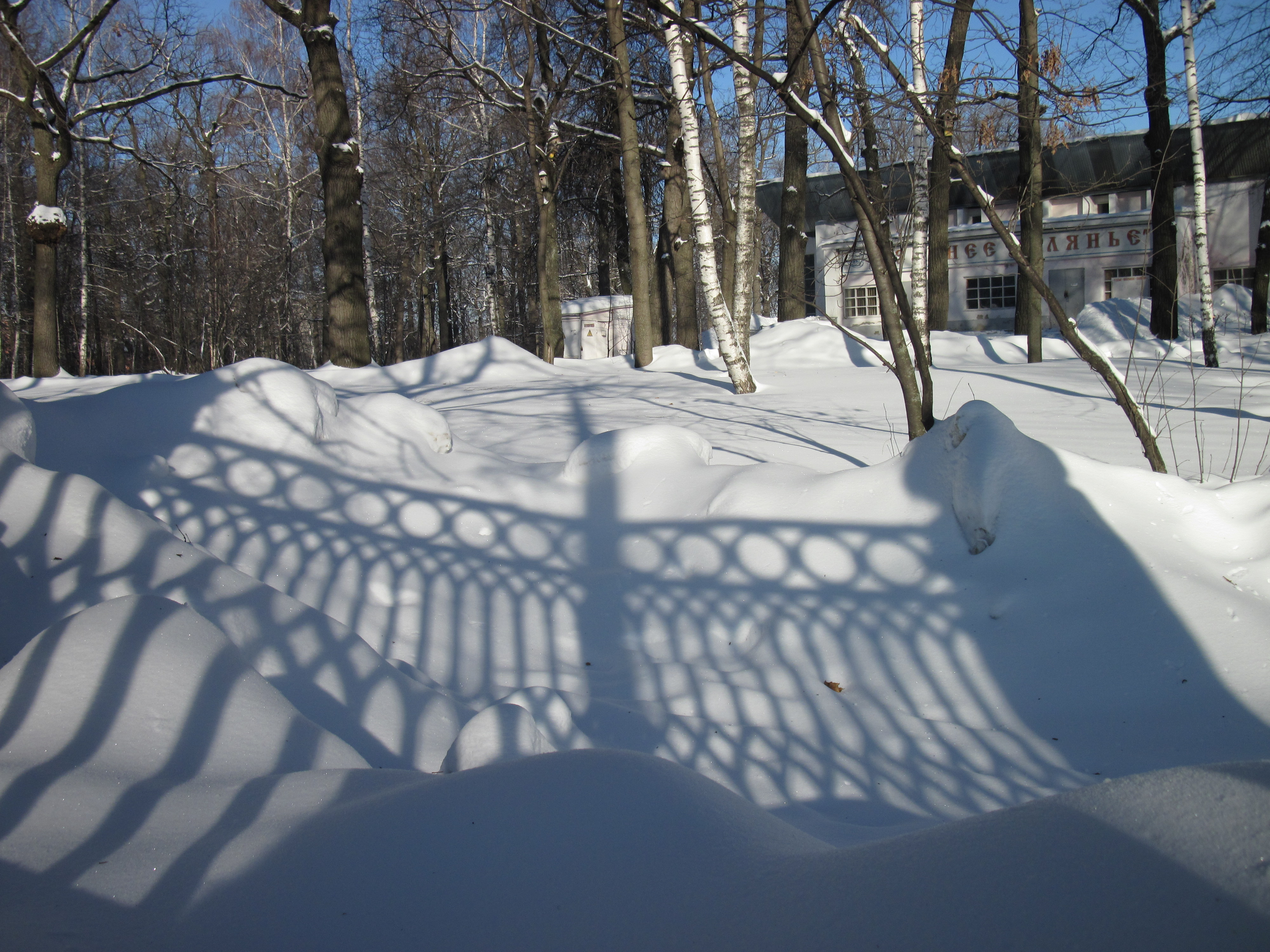
雪地表面的不平坦導致公園圍欄的影子被歪曲。

影，又稱影子、陰影，是從光源直射的光被不透明的物體阻擋時形成的深色範圍。當光源置於物體前方時，影會佔據物體背後三維空間的體積。影的截面是一個二維的剪影，是物體阻擋光線的反向投影。

## 點光源與非點光源
點光源只會投射出簡單的影，稱之為「本影」。對於非點光源或擴展光源產生的影，可以分為本影、半影和偽本影。寬大、分散的光源會投射出模糊的影。如果兩個半影重疊，影會看似互相吸引並合併在一起。這現象被稱為影泡現象（Shadow Blister Effect）。

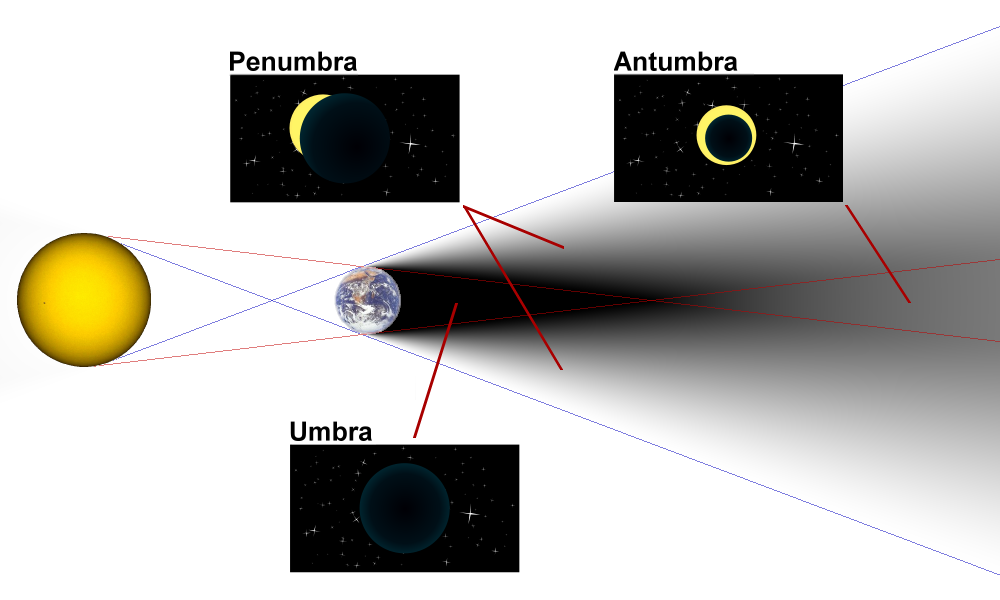
本影、半影和偽本影

陰影區域的框線可以藉由描繪擴展光源最外層所發射的光來界定。本影區不會從光源接收到任何光線，因此這區域是最暗的。在本影區裡無法直接看到光源的任何部分。相對的，半影會被部分光源照亮，呈現中等亮度。在半影區裡能夠看見光源，只是部分光源會被物體遮擋。
如果存在多個光源，各個影的重疊部分會變得更暗，形成不同亮度或顔色。漫射光會使影的框線變得不明顯，甚至消失。灰暗的天空中，閃電可以產生肉眼可見的影。由於在外太空的真空中不存在大氣漫射的效應，這裡產生的影在光暗交界處非常鮮明、對比度極高。
若以物體觸碰投射影子的表面（人站在地面上、插在土裡的柱子等），影會匯聚在物體與表面的接觸點上。
在不考慮失真的狀態下，影和從亮面觀察剪影的像是一致的。若從另一面觀察，影和像是呈現鏡像的。

## 天文學

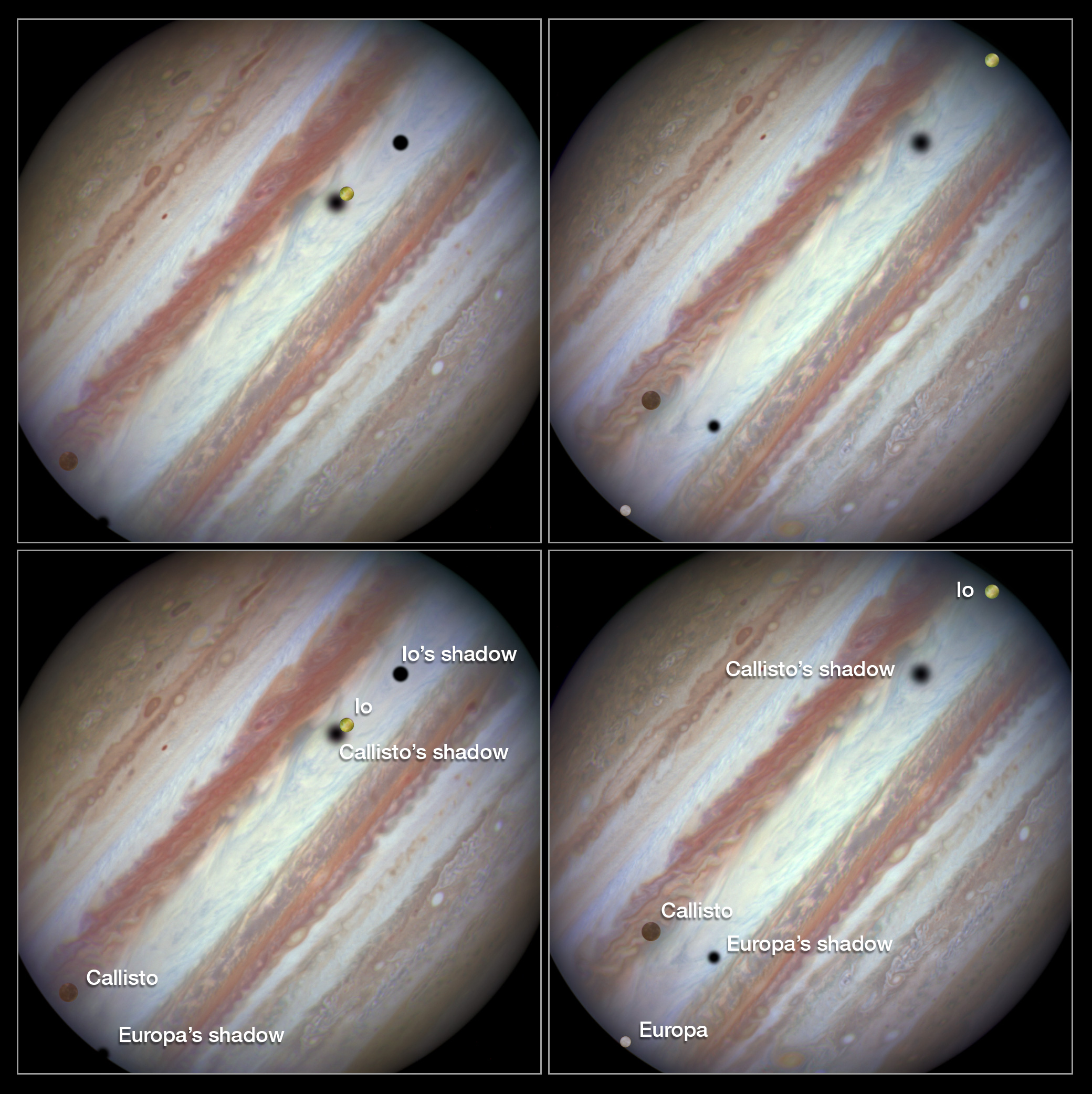
三個衛星（木卫一、木卫二和木卫四）帶著它們的影子越過木星.

本影、半影和偽本影很常用來描述由天體形成的影，有時候也會用來描述黑暗的程度，比如説太陽黑子。视星等小於或等於-4的天體可以投射出人類肉眼可見的影。 能將可見的影投射在地球上的天體有太陽和月球。在適合的條件下，金星和木星也能把影投射在地球上。 行星面朝恆星的半球體遮擋陽光，造成了行星上的夜晚。
地球的影投射在月球上，稱為月食。相應的，月球的影投射在地球上，稱為日食。

## 白天的變化
太陽照射形成的影會隨時間的推移發生巨大的變化。地面影的長度和太陽仰角（相對於地平線的夾角θ）的餘切成正比。接近日出和日落時分，θ = 0° 而 cotθ = ∞，影可以變得很長。如果太陽正好在頭頂上（只可能發生在北回歸線和南回歸線上），θ = 90° 而 cotθ = 0，則影會在物體的正下方。
這樣的變化使旅人在穿越阿拉伯沙漠等荒蕪之地時，能夠辨認行進的時間和方向。

## 傳播速度
投影的表面離被照射的物體越遠，形成的影越大。如果物體在移動，物體的影會以更快的速度改變大小。這些變化都被看做是正比的關係。但是，這不代表影能比光移動得更快，即使在光年之外的距離，影速也無法超越光速。光的缺失（影的投射），會以光速移向投影的表面。
影的邊緣看起來像是在投射面上移動，但實際上只是新投射出的影長度增長做造成的假象。由於影的各點並沒有實際關聯性（除了光的反射與干涉），因此在光年之外的影無法彼此傳達任何訊息。

## 顔色
視覺傳達設計師通常都會使用多個有色光源，藉此產生具有多種顔色、複雜的影。明暗对照法、晕涂法以及剪影都是涉及影的常用藝術技巧。
白天期間，陽光照射在不透明物體上形成的影帶有偏藍色調，這是因為瑞利散射的緣故，也是為什麽天是藍色的原因。不透明物體可以遮擋陽光，但是無法有效將環境中的散射光完全擋下。因此，陽光下的影總是看起來藍藍的。

## 空間

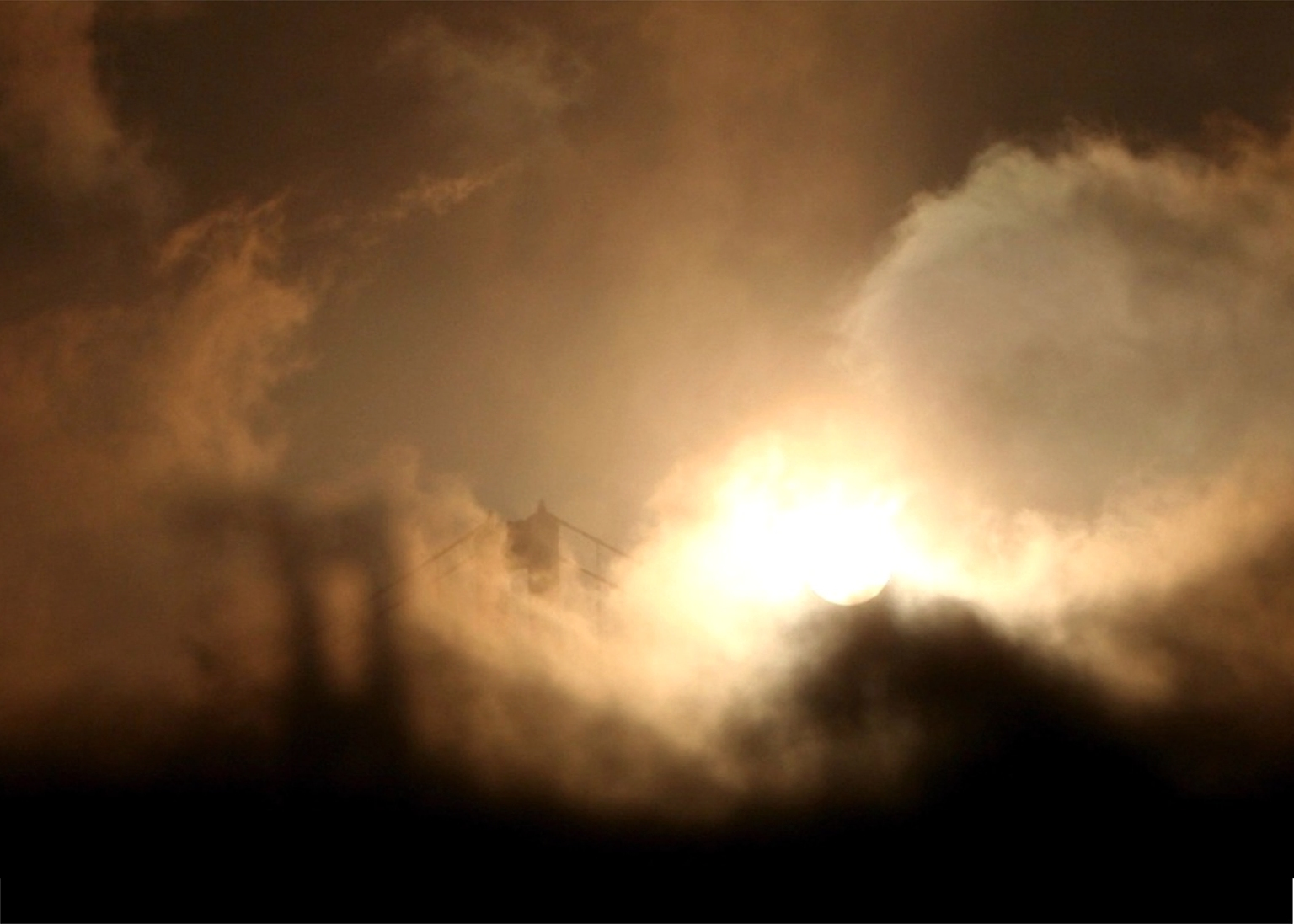
金门大桥南塔的霧影

影會佔據物體背後三維空間的體積，一般需要投射到反光的表面上才能體現出來。薄霧、水氣、塵埃雲都可以顯現光影的立體感和樣式。
霧影對於沒見過立體影的人來説是有點奇怪的。薄霧的密度正好足夠被穿過縫隙的光照亮，使得一個物體的影穿過薄霧的軌跡能呈現影的體積。某種程度上，這些軌跡是雲隙光的相反，只是這些軌跡是因為固體的影造成的。
煙霧特效和强烈的光源有時候會被燈光設計師和視覺藝術創作者用來突顯作品的立體感。

## 反轉
鐵絲網（或其他類似物體）的影與物體距離足夠遠的時候，影的亮暗區域會對調。穿過鐵絲網的光影會照亮鑽石，刻畫出模糊的框線。但如果鐵絲網夠高，穿過的光影會是鑽石變暗，並照亮外框。

## 攝影

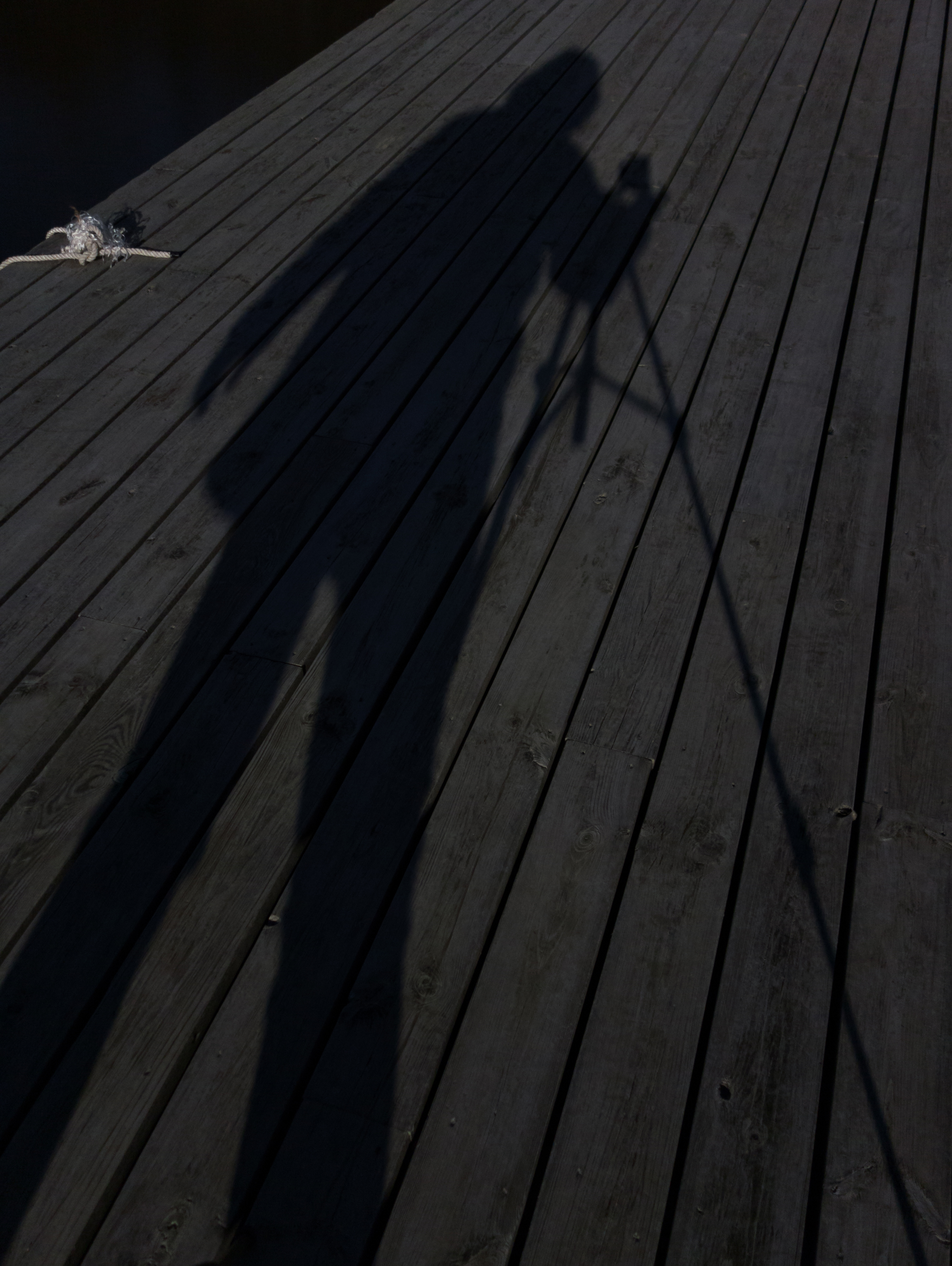
月光下拍攝者的影

在攝影中，「高光」和「影」分別是場景或照片中，最亮的和最暗的部分。一般情況下，攝影者會調整曝光，允許具有有限动态范围的底片或传感器記錄高光和影，使高光不會被沖洗掉，影不會和其他黑色區域糊成一團。
使用衛星成像和空拍作垂直攝影時，影可以作為辨別高大建築的標示，並呈現其形狀等細部特徵。

## 類比概念
「影」也會被用來形容任何遮擋或阻塞，不僅限於光。雨影是山脉背風坡的一個乾燥區域，上升的地形阻止雨雲進入該區域。聲影是聲音無法直接到達的區域。

## 文化
影在一些文化中被視為神靈或鬼魂。比如説，者訶耶是印度教中掌管影的神。
影通常也會被視為有關黑暗和邪惡的事物。在一些民間傳説或現代小説中，影通常都是邪惡的，想控制、取代投射出自己的人。電影《逆轉魔法》就有一位可以附身在人類身上，邪惡的影之靈。

## 能量生產
來自新加坡國立大學的科學家展示了一台利用影產生能量的發電機（Shadow-effect Energy Generator, SEG）——一張將金摻入晶圓中的塑膠片上。在室内條件下，該發電機有0.14 μW cm−2的功率密度（0.001個太陽）。

## 畫廊

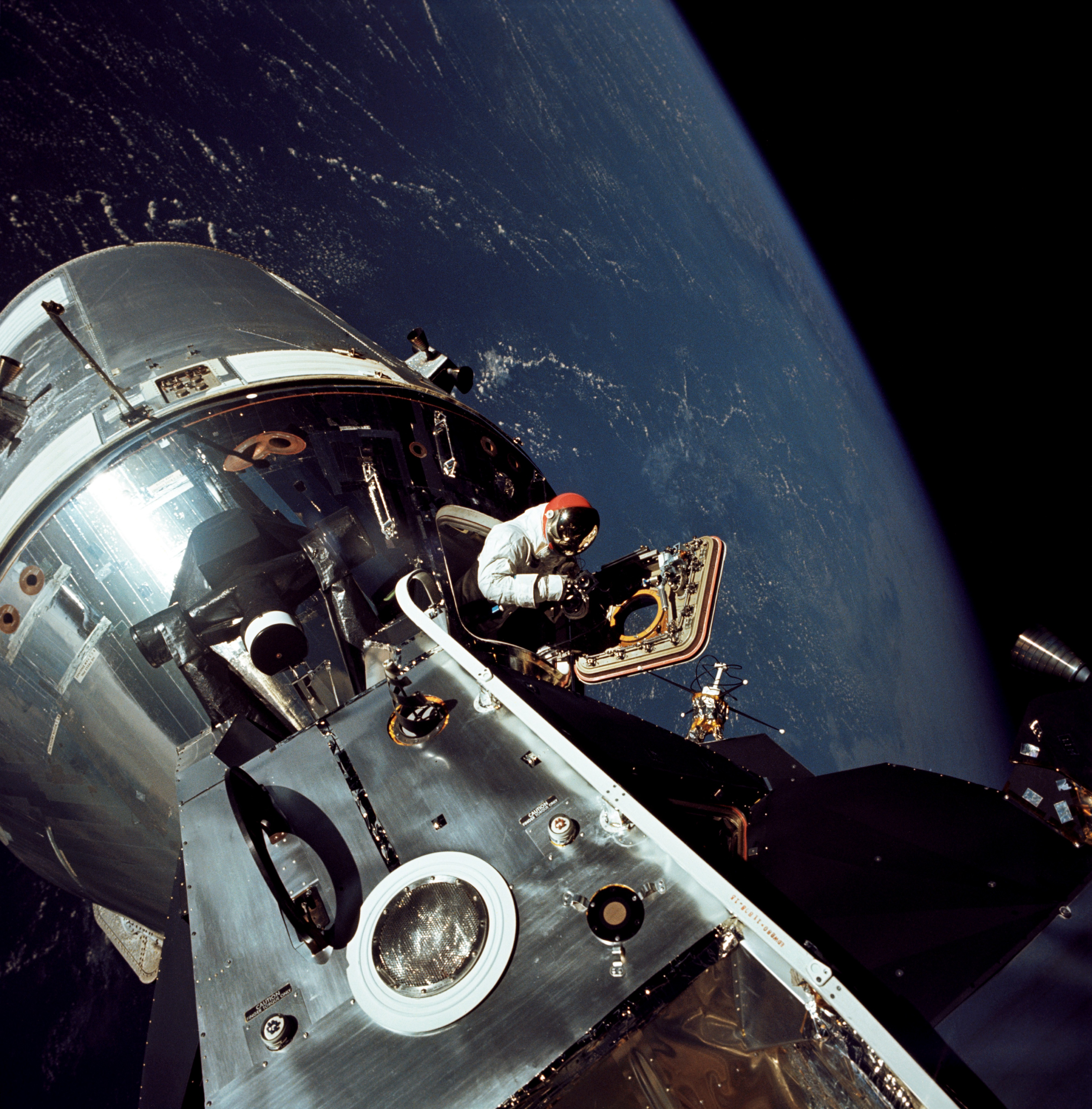
太空中的非漫射光構成清晰的影
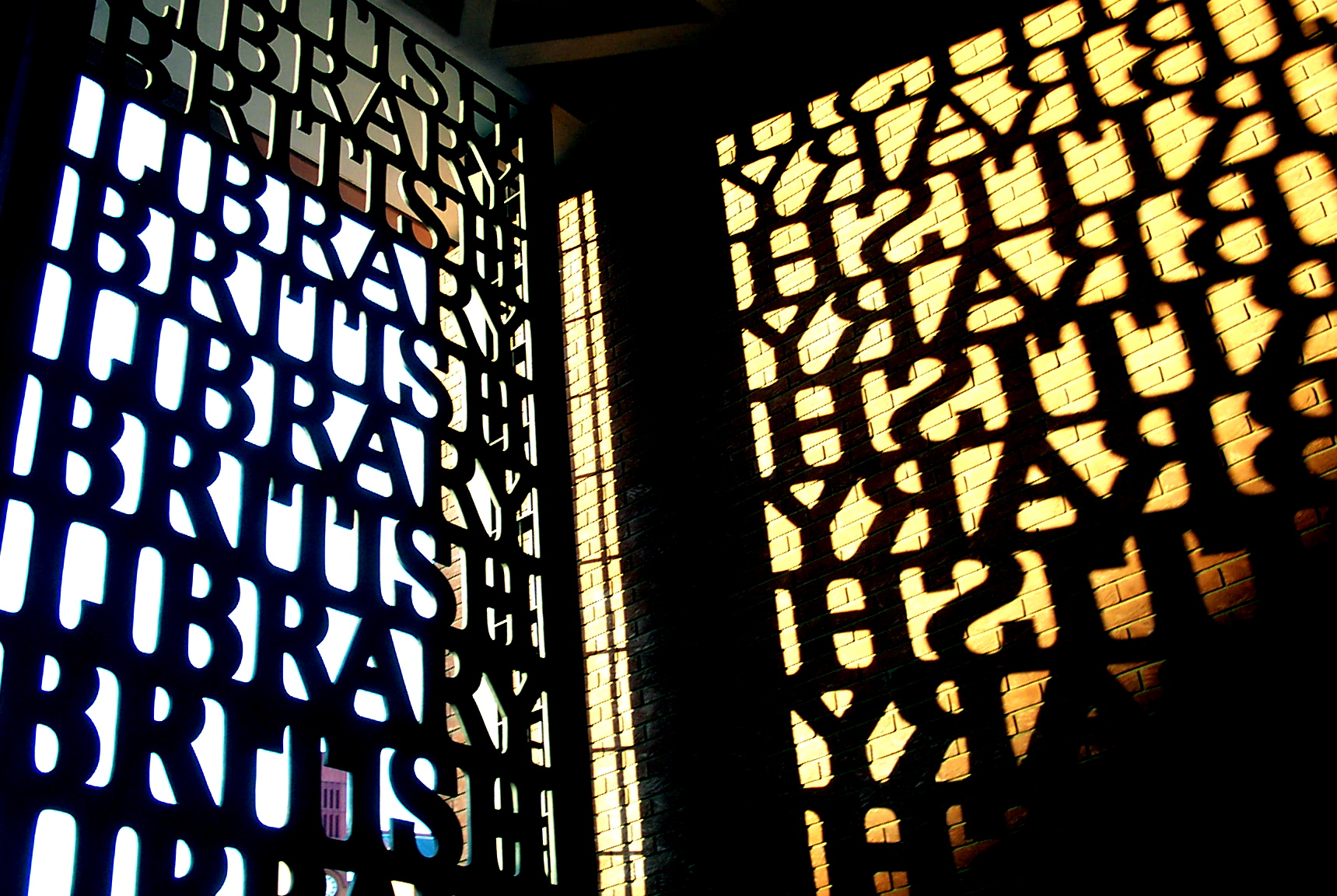
影中顛倒的字體
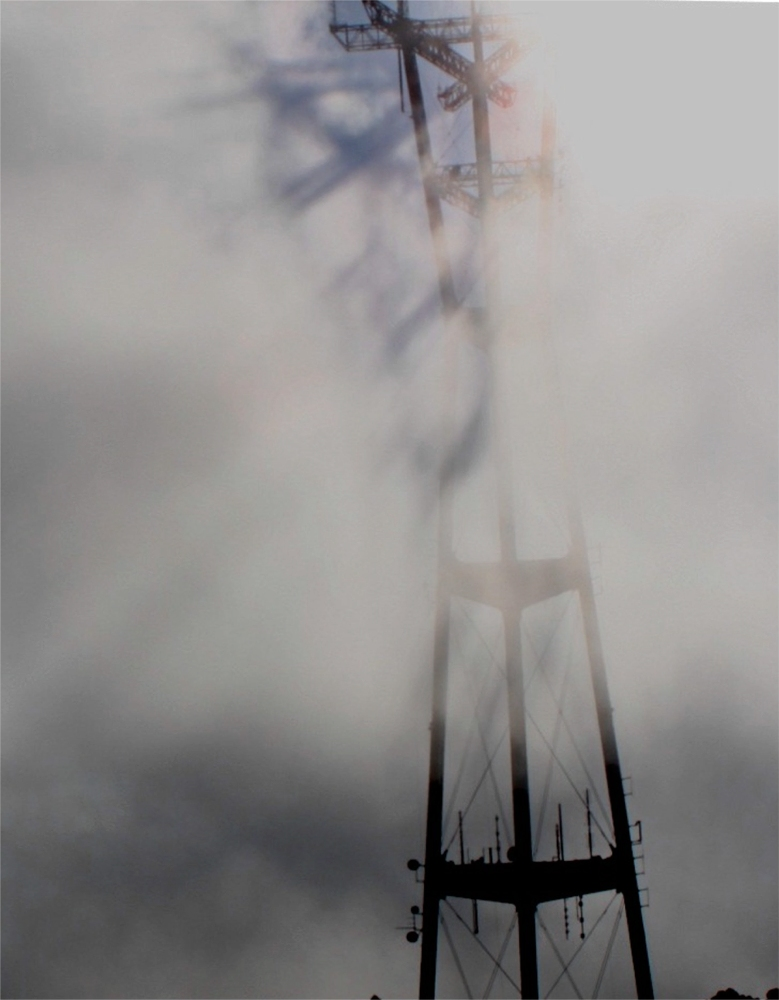
蘇特洛塔投射出3D的霧影
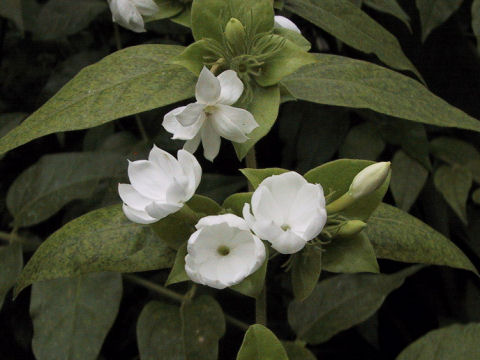
漫射光的照射使相片中的茉莉花存在模糊的影
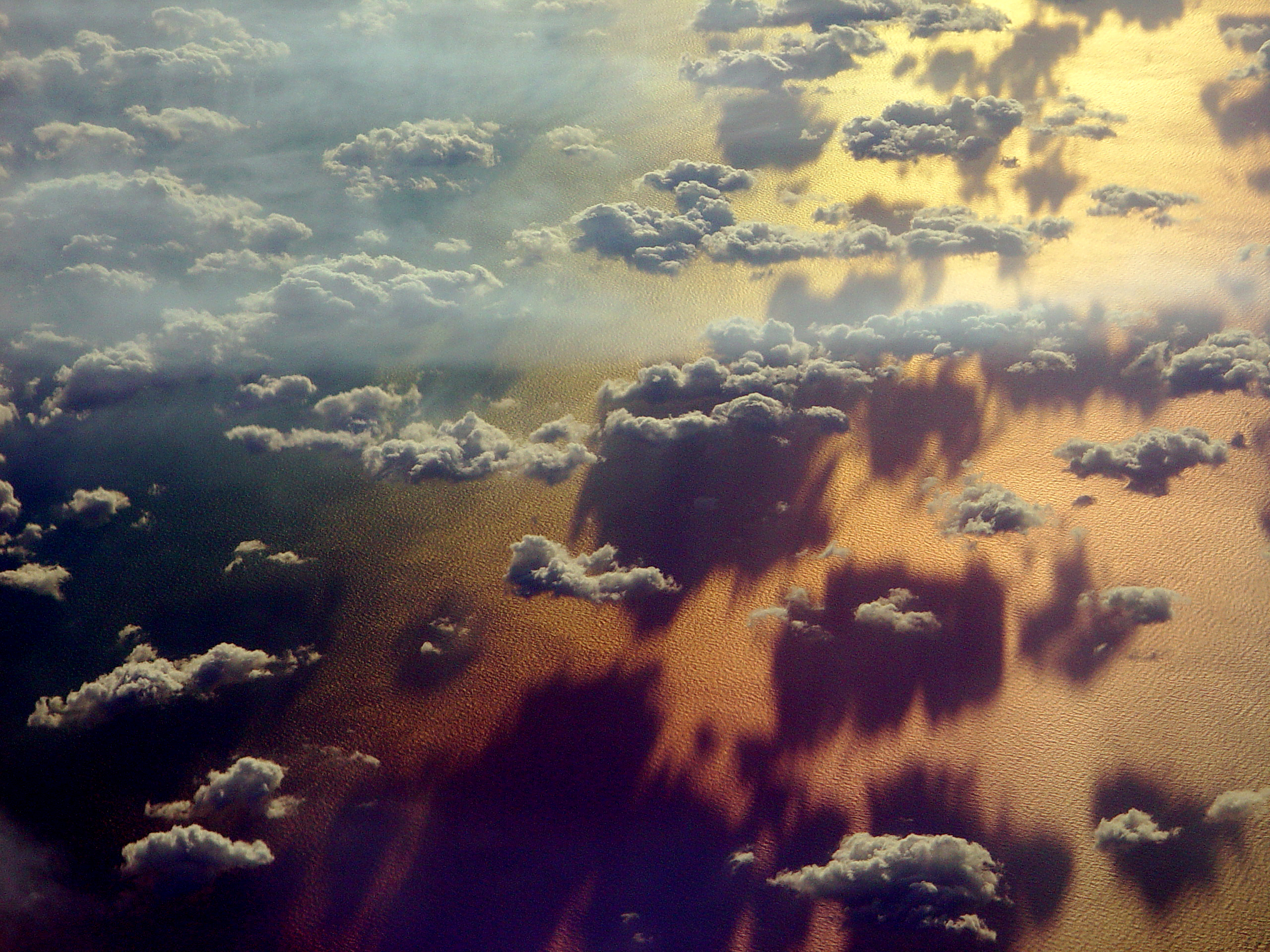
雲的影投射在地中海上
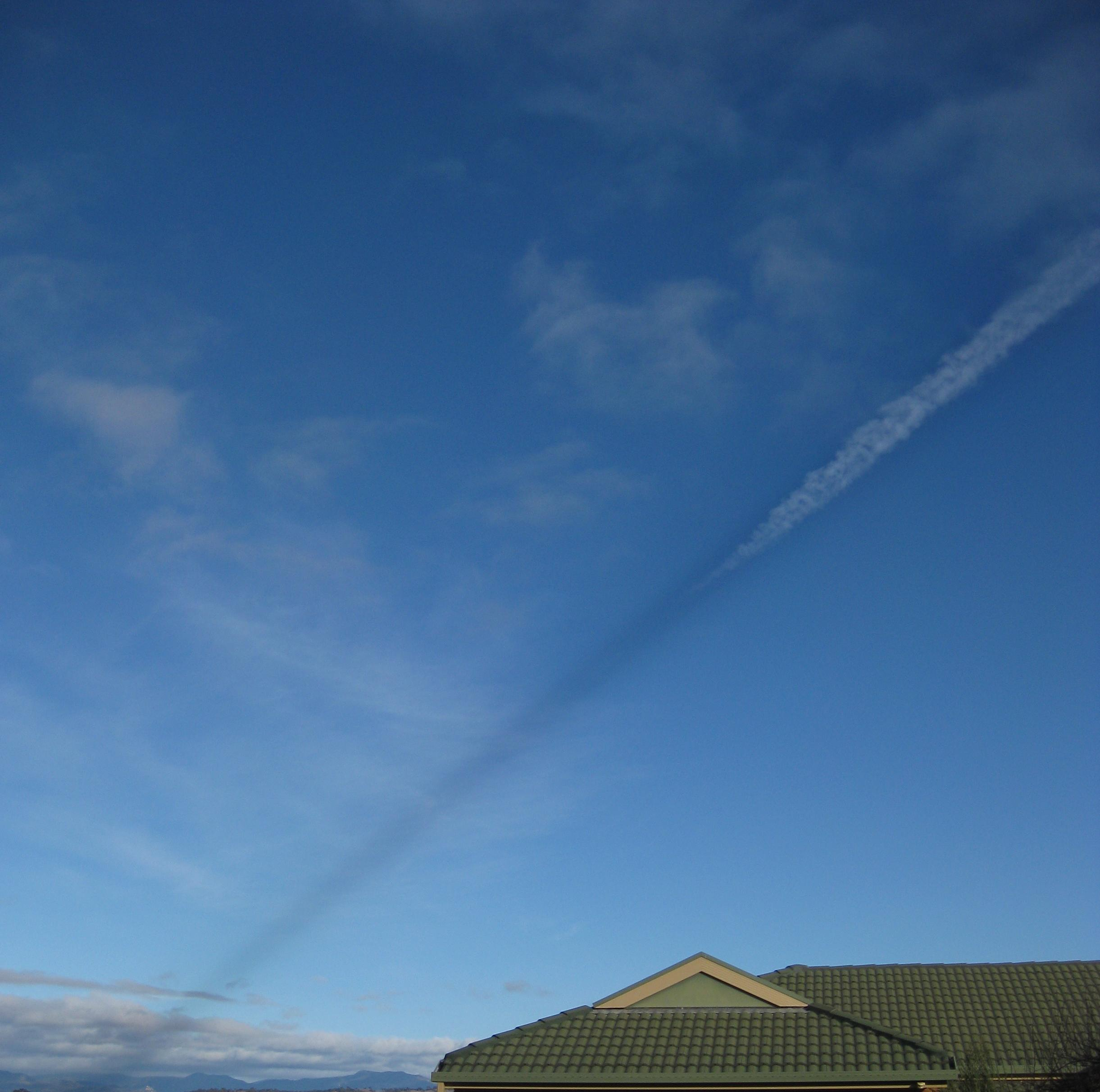
飛機雲產生的影
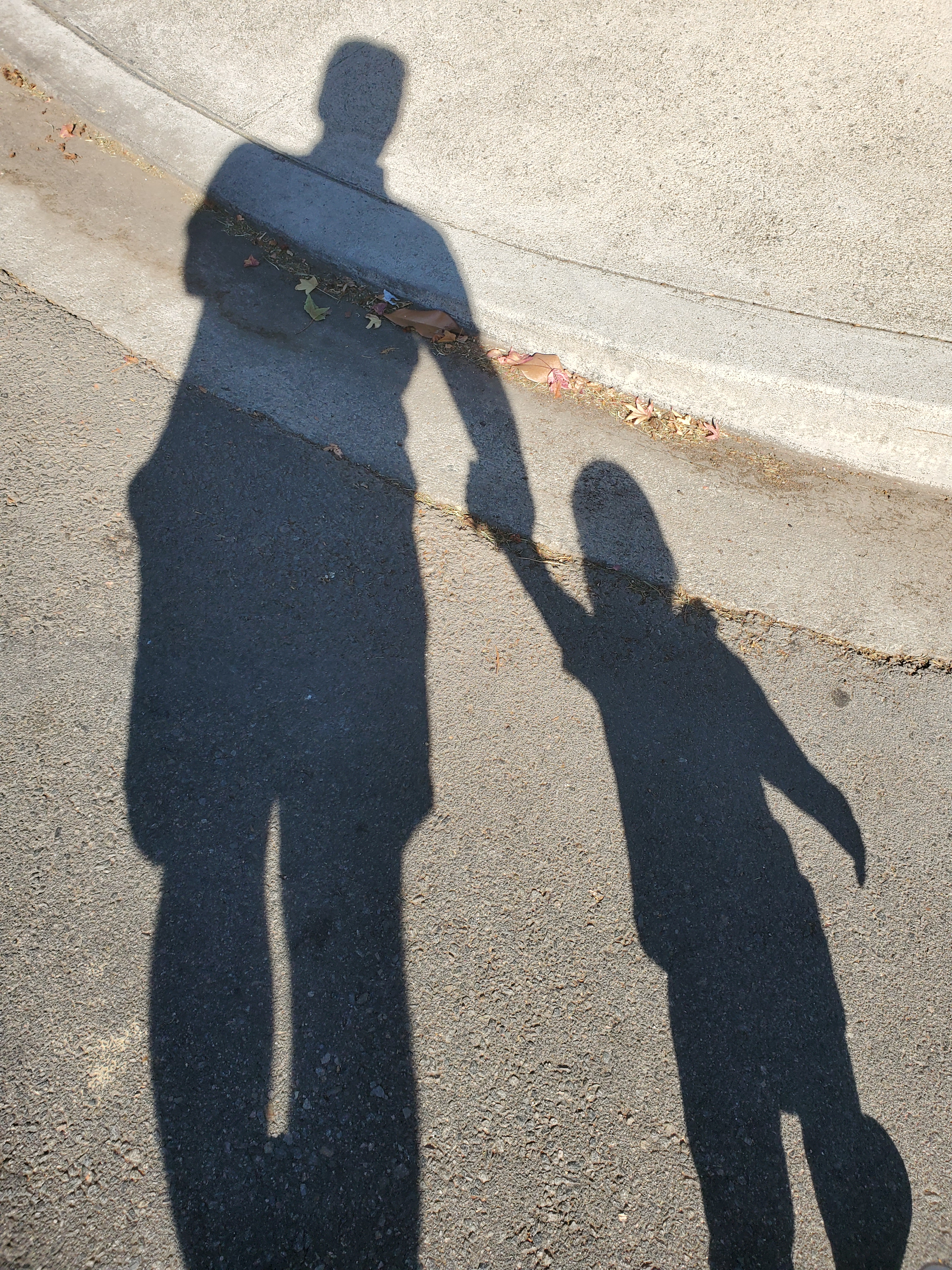
大人和小孩的影
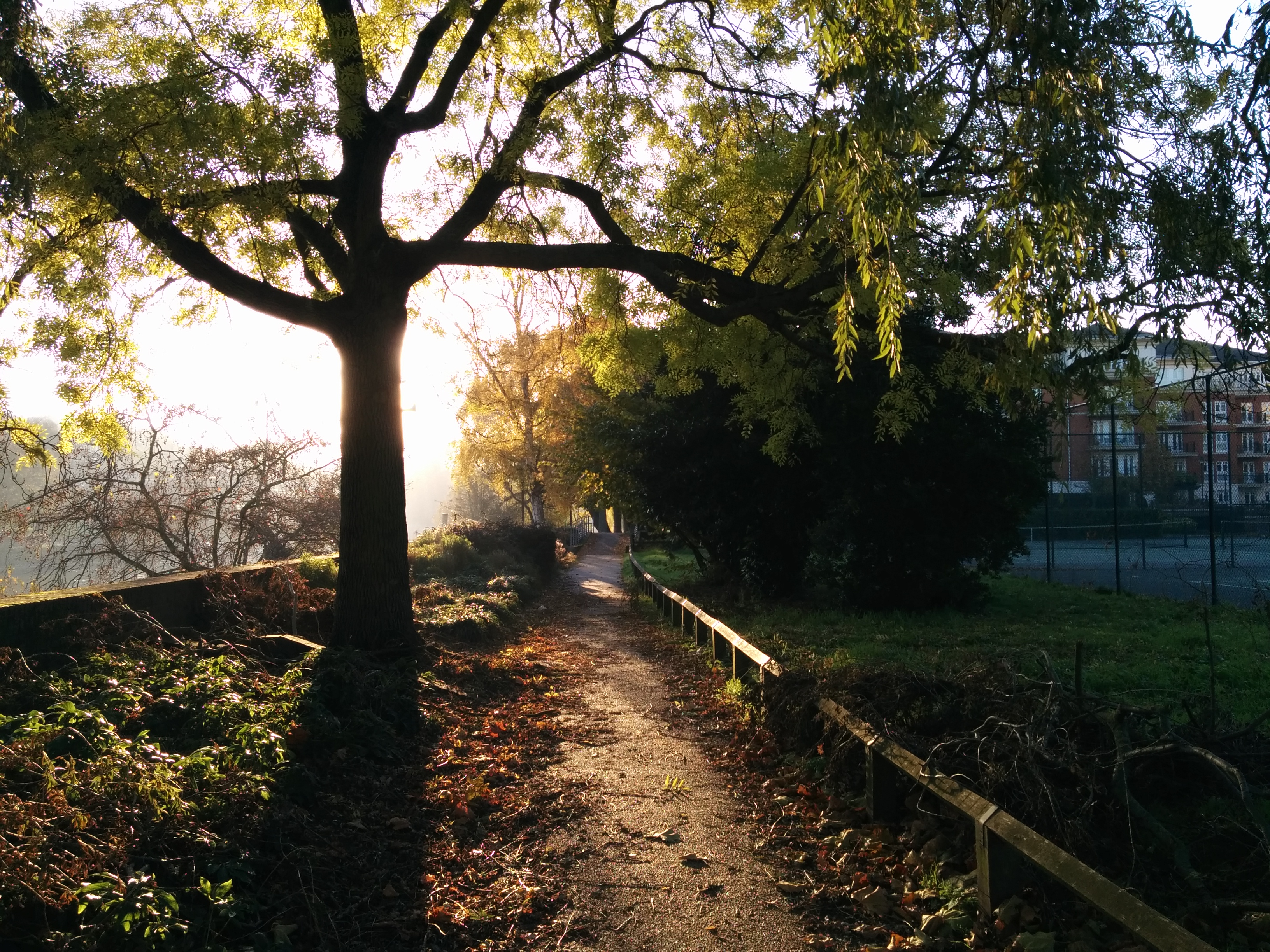
樹的影
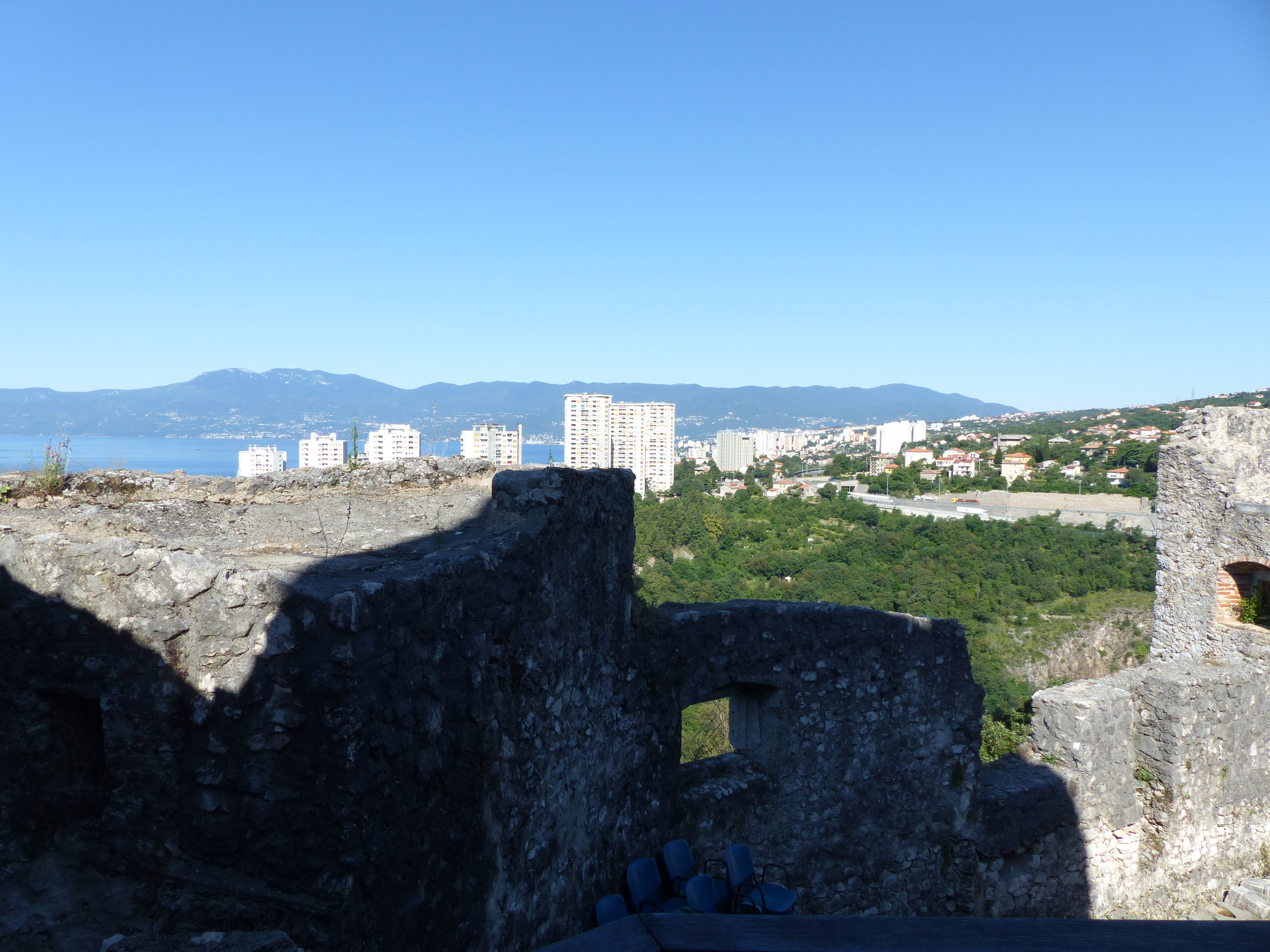
投射在城堡上的影
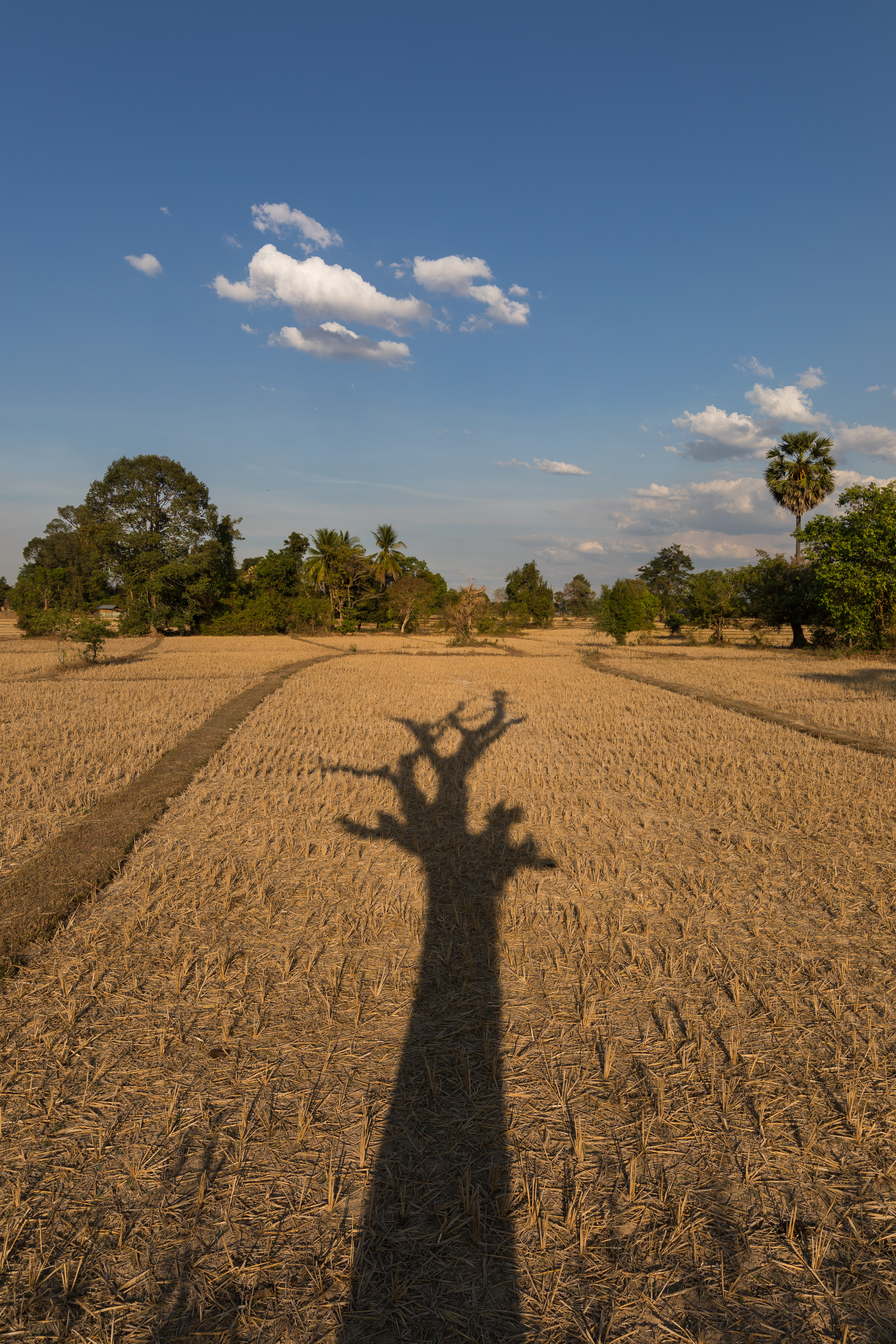
下午時分，枯樹在旱地上的影
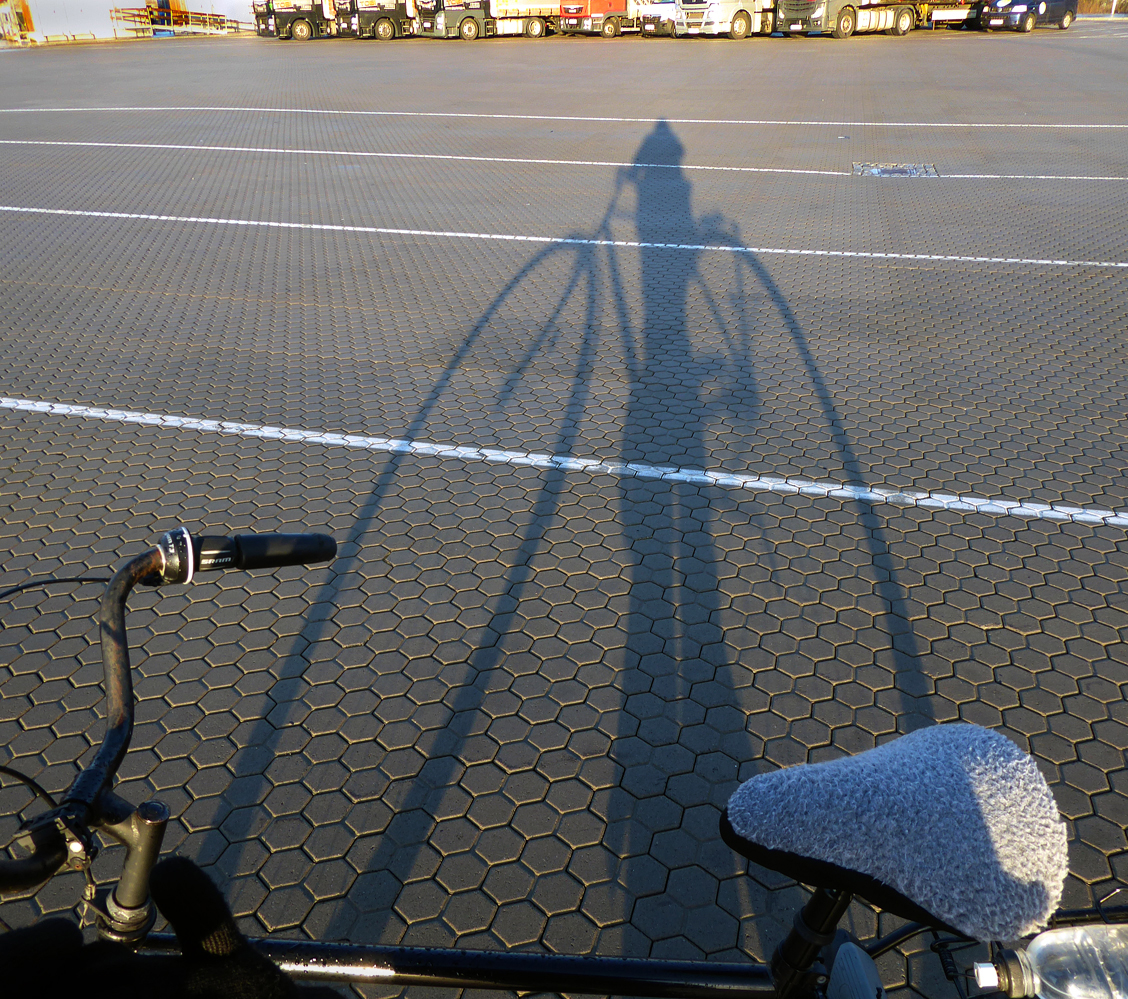
當太陽的位置很低時，影會被拉長，細節失去原本的比例
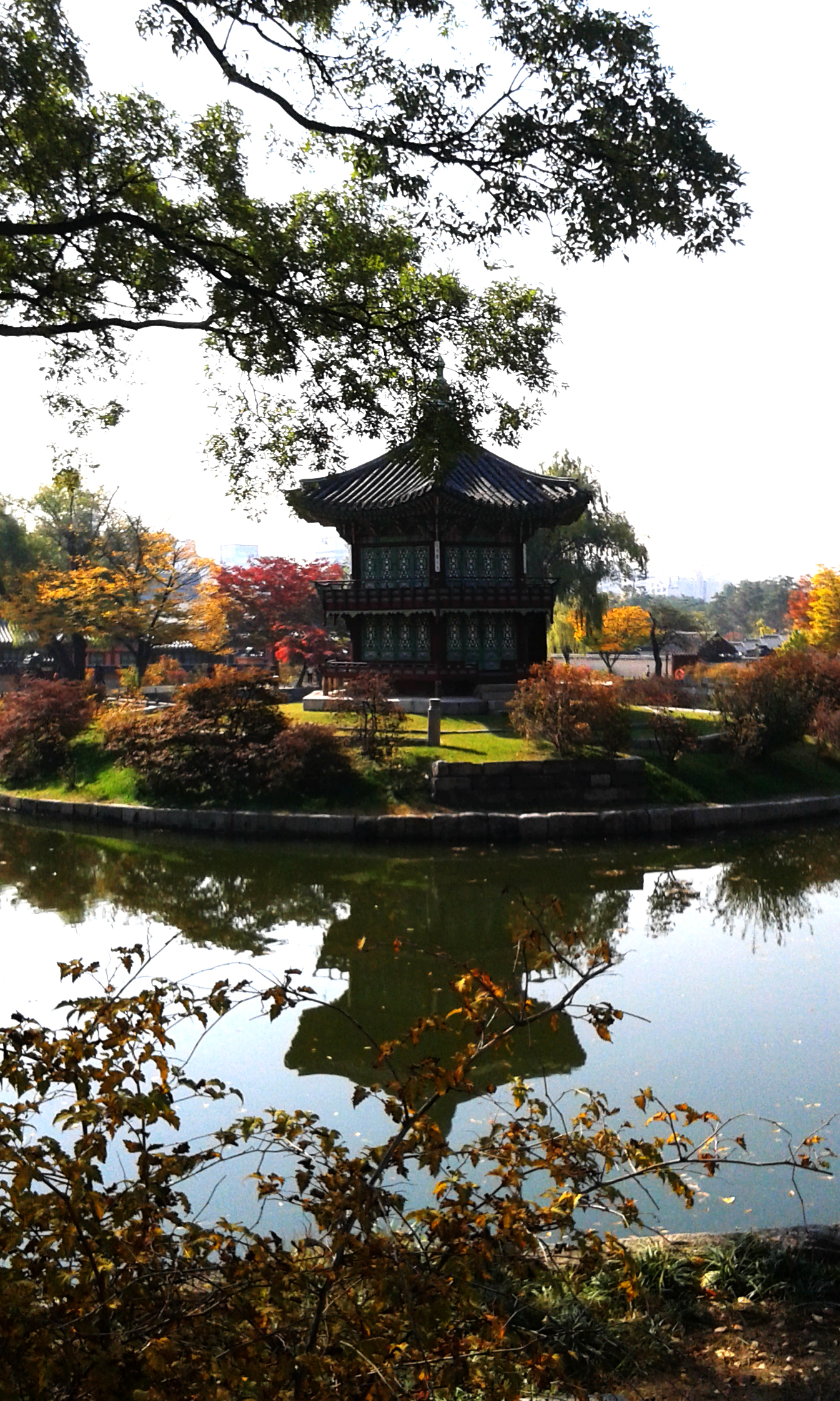
水中倒影

## 外部連結
- Art project about shadows and their philosophical connotations （页面存档备份，存于）
- How sun casts shadows over day hours （页面存档备份，存于）